# Shahrestān di Bandar-e-Anzali
Lo shahrestān di Bandar-e-Anzali (farsi شهرستان بندر انزلی) è uno dei 16 shahrestān della provincia di Gilan, in Iran. Il capoluogo è Bandar-e-Anzali.